# Familia Leyva
Los Leyva o Leiva, son una familia de la aristocracia colombiana, cuyo origen data de la región homónima de Leiva, en La Rioja, España. Algunos estudiosos también los vinculan con los judíos sefardíes. También hay otras ramas en España (de donde procede el apellido), Chile, México y demás.

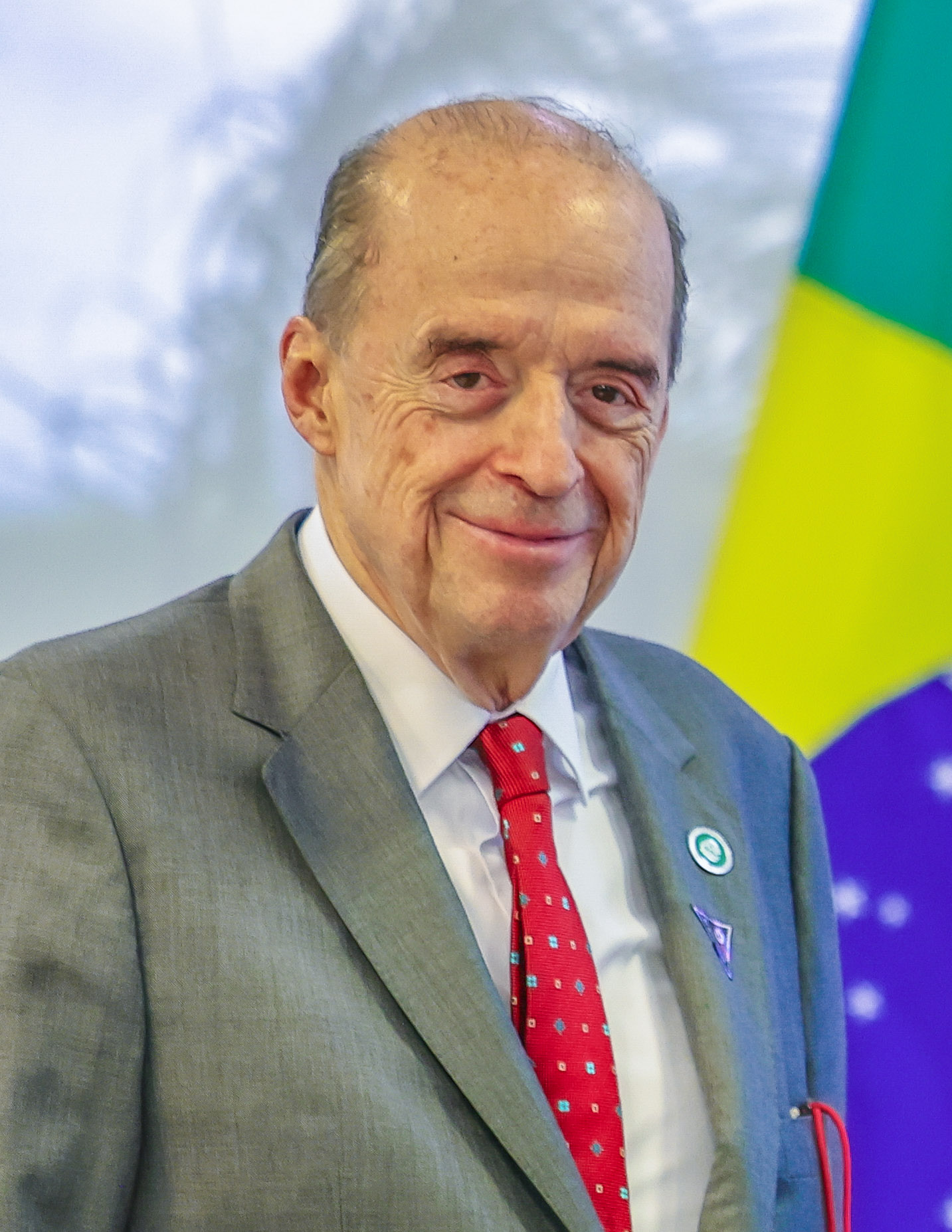
Ministro Álvaro Leyva, 2023.

La rama actual, hace presencia importante en Colombia. Entre sus miembros destacan diplomáticos, políticos, empresarios y militares, incluyendo a un expresidente de Colombia.